# Которски залив
Которският залив, известен още като Бока Которска (на сръбски: Бока Которска; на италиански: Bocche di Cattaro), е залив в Адриатическо море. Той почти изцяло граничи с Черна гора, с изключение на малка част в западния му край, където граничи с Хърватия.
Площ - е 616 km2. Дължина - 22,5 km, ширина на входа - 3 km, дълбочина - 19 до 40 m. Приливите са полуденонощни, с височина до 0,6 m.
Често Которският залив е наричан най-южният фиорд в Европа, въпреки че подобието е по-скоро външно. Всъщност заливът представлява погълнат от морето речен каньон. Целият залив е обграден от планини, изградени от варовици.
Територията около Которския залив е населена от антични времена и пази до днес редица средновековни градове. Някои от тях като Котор, Пераст, Херцег Нови представляват и важни туристически дестинации. Заливът Бока Которска е съставен от няколко просторни заливчета съединени помежду си от тесни канали и образуващи един от най-прекрасните морски заливи в Европа. Прието е по-малките съставни заливчета на Которския залив да се наричат с имената на най-голямото селище разположено на техния бряг. По този начин навлизайки навътре в залива първият от тях се нарича Херцег Новски залив, по-навътре е Тиватския залив. След това се навлиза в по-малкия Которски залив и най-накрая е най-големият Рисански залив.
Околността му има огромно културно и историческо значение за народите на Черна гора и Хърватия. В района се преплитат двата главни клона на християнството. Съществуват множество православни и католически църкви, някои от които и до днес са места за поклонение на богомолци и вярващи. 

## Галерия
- Местоположение на залива в Адриатика
- Историческа карта на залива от 16 век
- Етнически състав на населението по залива
- Изглед към залива от Пераст
- Изглед към залива и град Котор